# Bronwen Hughes
Pour les articles homonymes, voir Hughes.
Bronwen Hughes, née à Toronto le 17 octobre 1967, est une réalisatrice canadienne.

## Biographie
Bronwen Hughes est diplômée du département cinéma de l'Université York. Elle réalise des publicités et des longs métrages. Depuis 2006, elle travaille principalement pour la télévision.

## Filmographie partielle

### Au cinéma
- 1996 : Harriet la petite espionne
- 1999 : Un vent de folie
- 2003 : Stander
- 2022 : Unbroken

#### Prochainement
- 2017 : The Journey Is the Destination
- 2017 : Executive Assistant Iris
- 2017 : Rory Storm and the Hurricanes

### À la télévision
- 2006-2007  : The L Word (saisons 3 et 4) : 3 épisodes
- 2008 : Breaking Bad (saison 1)
- 2009-2010 : FBI : Duo très spécial (saison 1)
- 2010 : Hung (saison 2)
- 2013  : Motive (Saison 1, 2 épisodes)
- 2014 : Stalker (série télévisée, 1 épisode)
- 2013-2015 : Motive (série télévisée, 3 épisodes)
- 2015 : Allegiance (série télévisée, 1 épisode)
- 2015 : Teen Wolf (série télévisée, 1 épisode)
- 2016 : Damien (série télévisée, 1 épisode)